# Lacanobia subjuncta
Lacanobia subjuncta là một loài bướm đêm trong họ Noctuidae.